# Gianfranco Randone
Gianfranco Randone, född 5 januari 1970 i Leontini, är en italiensk sångare och låtskrivare inom elektronisk dansmusik. Han använder även artistnamnet Jeffrey Jey och är mest känd som sångare i eurodancegrupperna Bliss Team, Eiffel 65 och Bloom 06. Karaktäristiskt är att Randone vid musikinspelningar ofta förvränger sin röst med hjälp av vocoder.

## Biografi
1992 bildade Randone gruppen Bliss Team tillsammans med DJ:en Roberto Molinaro. De gav självständigt ut albumen You Make Me Cry (1996) och Best of Bliss Team (1999) genom Bliss Corporation men rönte aldrig någon internationell framgång. Duon splittrades 1997 och året därefter bildade Randone istället Eiffel 65 med Maurizio Lobina på keyboard och Gabry Ponte som DJ. Eiffel 65 uppnådde oanad stor popularitet världen runt med debutalbumet Europop och hitsingeln "Blue (Da Ba Dee)". Bandet gav ut ytterligare två album innan de upplöstes 2005 på begäran av Gabry Ponte som ville satsa på solokarriär. Randone och Maurizio Lobina fortsatte tillsammans men under nya namnet Bloom 06.

## Diskografi

### Album medBliss Team
- 1996 - You Make Me Cry
- 1999 - Best of Bliss Team

### Album medEiffel 65
- 1999 - Europop
- 2001 - Contact!
- 2003 - Eiffel 65

### Album medBloom 06
- 2006 - Crash Test 01
- 2008 - Crash Test 02